# Xolostitla de Morelos
Xolostitla de Morelos es una localidad de México perteneciente al municipio de Epazoyucan en el estado de Hidalgo.

## Geografía
Se encuentra entre los límites de la Comarca Minera y los llanos de Apan. A la localidad le corresponden las coordenadas geográficas 20° 3’ 58.303” de latitud norte y 98° 38’ 19.08” de longitud oeste, con una altitud de 2466 m s. n. m. Se encuentra a una distancia aproximada de 5.75 kilómetros al norte de la cabecera municipal, Epazoyucan.
En cuanto a fisiografía se encuentra dentro de las provincia del Eje Neovolcánico, dentro de la subprovincia de Lagos y Volcánes de Anáhuac; su terreno es de llanura y lomerío. En lo que respecta a la hidrografía se encuentra posicionado en la región del río Panuco, dentro de la cuenca del río Moctezuma, en la subcuenca del río Tezontepec. Cuenta con un clima semiseco templado.

## Demografía
En 2020 registró una población de 1217 personas, lo que corresponde al 7.47 % de la población municipal. De los cuales 596 son hombres y 621 son mujeres. Tiene 348 viviendas particulares habitadas.
| Gráfica de evolución demográfica de Xolostitla de Morelos entre 1900 y 2020                  |
|                                                                                              |
| Población de los censos y conteos del Instituto Nacional de Estadística y Geografía (INEGI). |

## Economía
La localidad tiene un grado de marginación bajo y un grado de rezago social muy bajo.